# Càmera Kodak (1888)

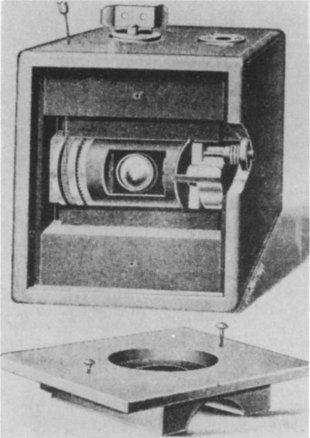
Càmera Kodak

La càmera Kodak introduïda l'any 1888 als Estats Units d'Amèrica és el model original de càmera fotogràfica creada per George Eastman. Es tractava d'una càmera en forma de caixa recoberta de pell amb una lent circular i un botó a un costat per a disparar les fotografies. Aquesta càmera incorporava un rotllo de cel·luloide flexible per a 100 exposicions fotogràfiques. Es tracta d'una càmera important en relació amb la història de la fotografia, ja que va contribuir a facilitar l'accés a la fotografia (a causa del seu disseny, funcionament i preu) al públic generalitzat, i en especial, als usuaris no professionals.

## Característiques
La Kodak era una càmera caixa amb forma de paral·lelepípede. Estava dissenyada de manera que a la seva part superior tenia una clau giratòria, en un dels costats el botó per activar l'obturador i en la part frontal la lent de la càmera. En seu interior, disposava d'una barra giratòria (aquesta barra va ser substituïda al cap de poc temps per un mecanisme més senzill a causa del preu que suposava la seva manufactura) per a fer funcionar l'obturador: quan l'usuari premia el botó per realitzar una fotografia, una corda interior es tensava i iniciava l'exposició fotogràfica. Un cop s'havia realitzat la fotografia, l'usuari havia de girar la clau superior per canviar el fotograma seleccionat dins la cinta de cel·luloide. La càmera no disposava de visor, tot i això, en la seva part superior incloïa dues siluetes enforma de V per a facilitar l'enquadrament del subjecte fotogràfic. A més, la Kodak va ser la primera càmera fotogràfica que va fer ús del cel·luloide flexible inventat per George Eastman. Els materials utilitzats per la construcció de la càmera eren: la fusta (estructura de la caixa), el vidre (la lent), la pell (la funda o recobriment de la fusta) i el metall (per als botons i mecanismes interns).
La càmera incloïa cel·luloide per a realitzar 100 fotografies. Un cop aquest s'havia esgotat, l'usuari tenia la possibilitat d'enviar la càmera a l'empresa fabricant Eastman Kodak per un preu de 10$. D'aquesta manera, aquesta era retornada al client amb una nova cinta de cel·luloide juntament amb els negatius de les anteriors fotografies emmarcats.

## Publicitat i impacte

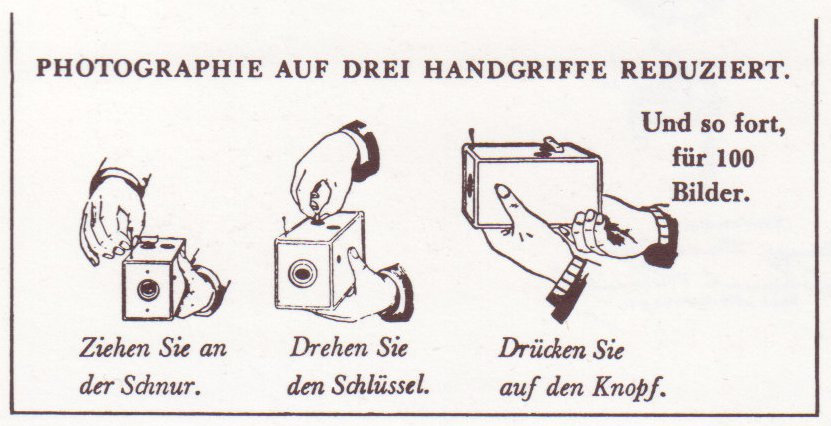
Cartell publicitari Kodak

La Kodak de 1888 va utilitzar una sèrie d'eslògans publicitaris que van aconseguir popularitzar la marca i fer-la visible pels nous models dels següents anys. Aquests lemes o eslògans han esdevingut icònics de la marca Kodak, ja que pretenien la universalització de la fotografia: la Kodak era venuda a un preu de 25$ i disposava d'un sistema senzill i pràctic per a disparar les fotografies, combinació inexistent al mercat fins aquell moment. De fet, l'eslògan usat en els cartells publicitaris de la Kodak citava textualment "You Press the Button, We Do the Rest" ("tu prems el botó, nosaltres ens encarreguem de la resta"), fet que ressaltava la facilitat proporcionada per la càmera Kodak per fer fotografies i obtenir el revelatge a posteriori.